# Blaich (Kulmbach)

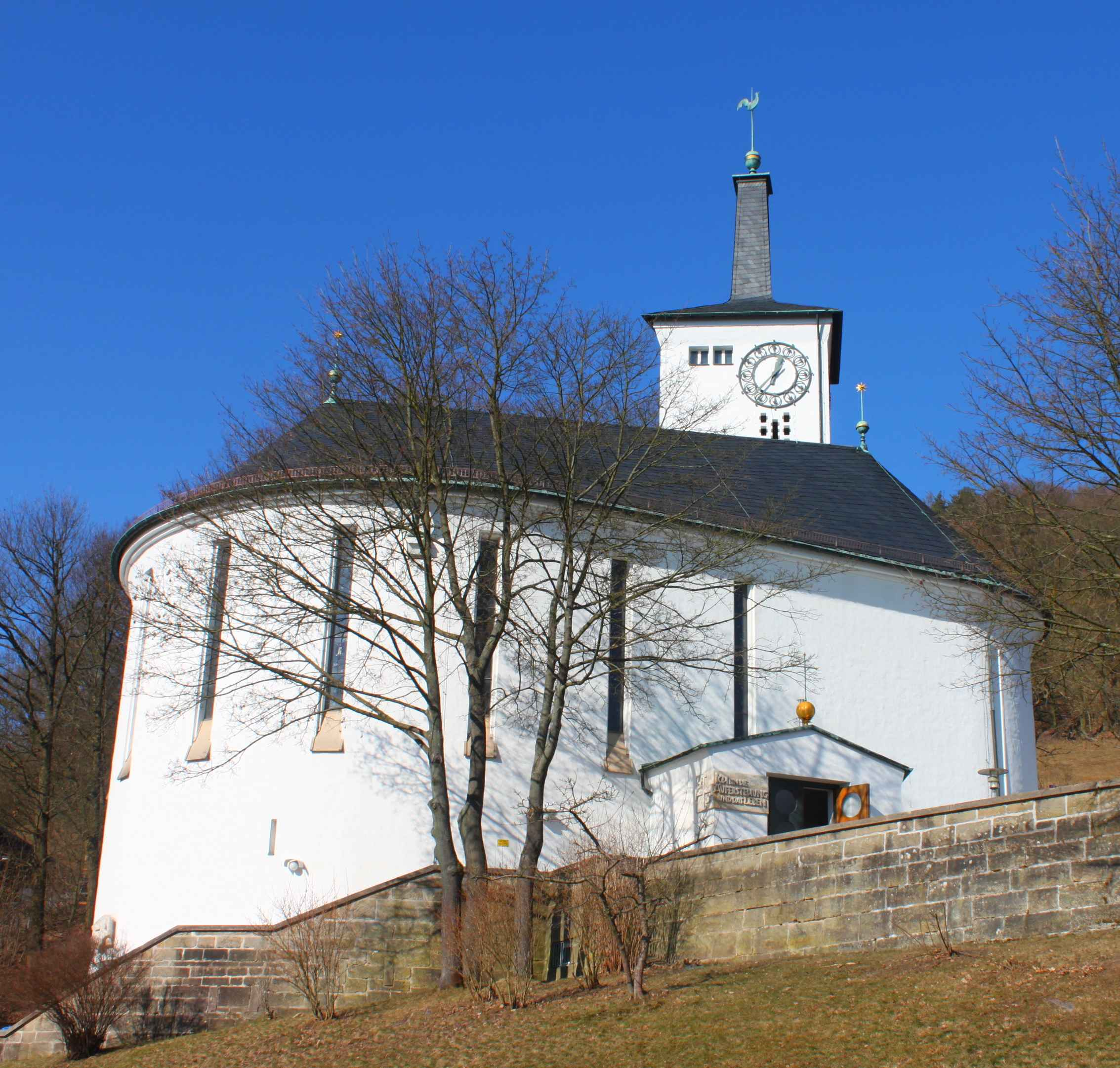
Evangelisch-lutherische Auferstehungskirche

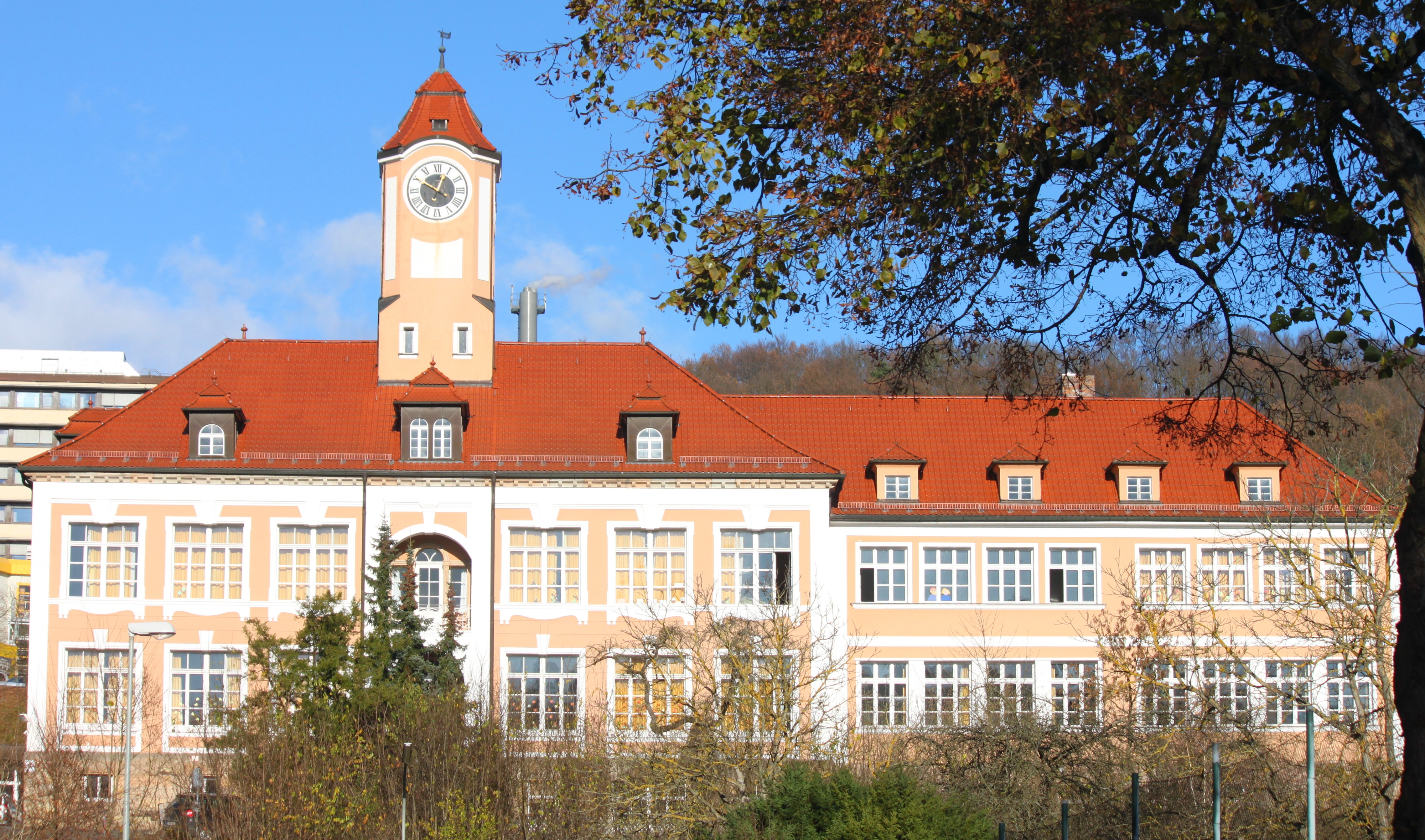
Blaicher Schule

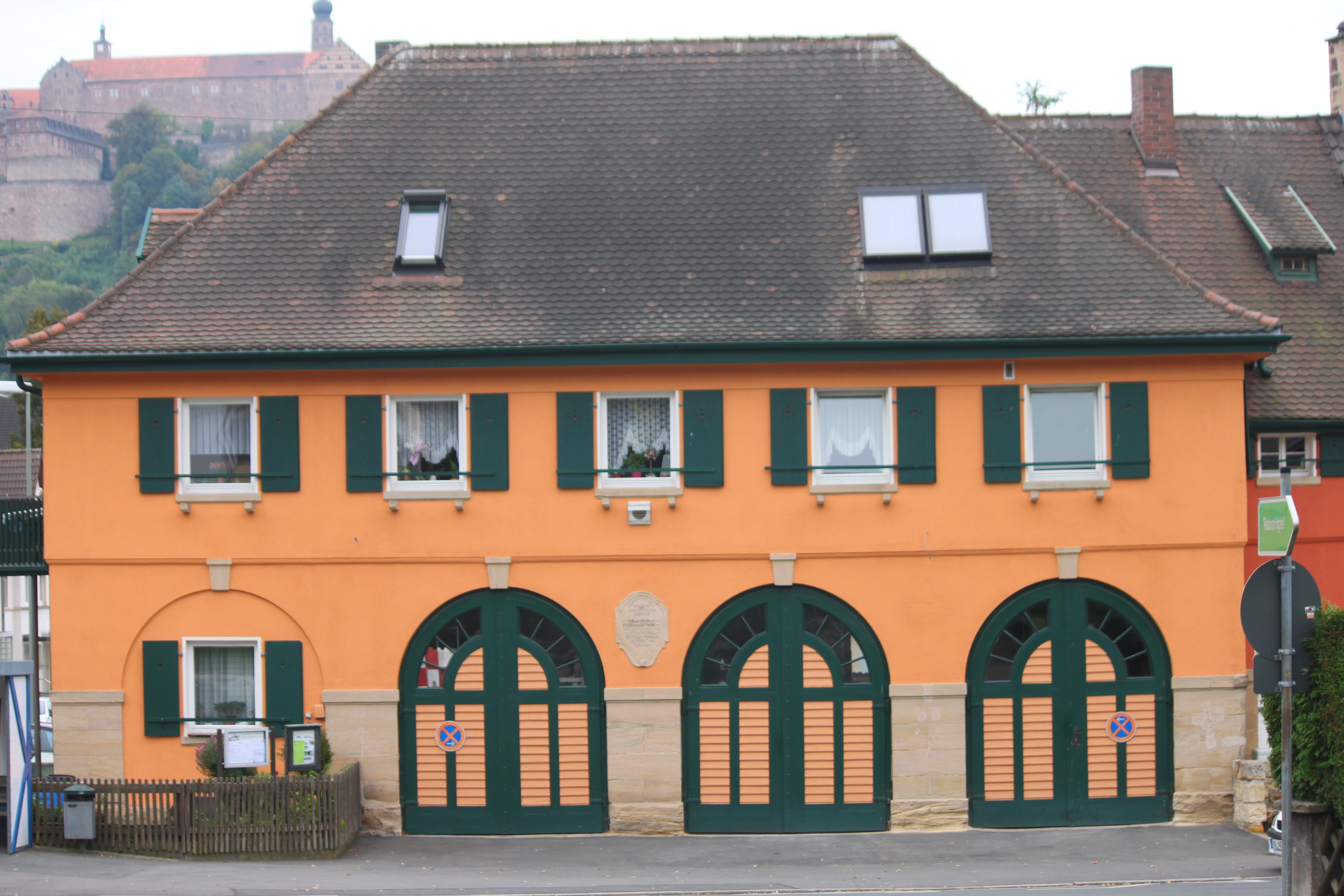
Ehemaliges Feuerwehrhaus

Blaich (oberfränkisch: Blaach) ist ein Gemeindeteil der Großen Kreisstadt Kulmbach im  Landkreis Kulmbach (Oberfranken, Bayern). Die Gemarkung Blaich hat eine Fläche von 4,985 km². Sie ist in 1215 Flurstücke aufgeteilt, die eine durchschnittliche Flurstücksfläche von 4103,14 m² haben. In ihr liegen neben dem namensgebenden Ort die Gemeindeteile Eggenreuth, Oberndorf, Oberpurbach, Pörbitsch und Unterpurbach.

## Geografie
Das Pfarrdorf Blaich bildet mit Pörbitsch und Ziegelhütten im Westen eine geschlossene Siedlung. Diese liegt nördlich des Weißen Mains. Im Norden erhebt sich der Pörbitscher Hang (503 m ü. NHN).

## Geschichte
Der Ort wurde 1423 als „Blaich“ erstmals urkundlich erwähnt. Den Namen erhielt er aufgrund seiner Funktion als markgräfliche Wäschebleiche.
Blaich bildete mit Unterpurbach eine Realgemeinde. Gegen Ende des 18. Jahrhunderts gab es in Blaich 10 Anwesen. Das bayreuthische Stadtvogteiamt Kulmbach übte das Hochgericht aus und hatte zugleich die Dorf- und Gemeindeherrschaft. Grundherren waren das Kastenamt Kulmbach (2 Gütlein, 1 Tropfhaus, 1 Hofstatt, 1 Tropfhofstatt, 1 öde Hofstatt), das Stiftskastenamt Himmelkron (1 Gütlein), der bambergische Langheimer Amtshof (1 Haus) und das Rittergut Kirchleus (1 Haus, 1 Tropfhäuslein mit Hofstatt).
Von 1797 bis 1810 unterstand der Ort dem Justiz- und Kammeramt Kulmbach. Mit dem Ersten Gemeindeedikt wurde Blaich dem 1811 gebildeten Steuerdistrikt Kauerndorf und der 1812 gebildeten gleichnamigen Ruralgemeinde zugewiesen. 1818 entstand die Ruralgemeinde Blaich, zu der Eggenreuth, Oberndorf, Oberpurbach, Pörbitsch und Unterpurbach gehörten. Sie war in Verwaltung und Gerichtsbarkeit dem Landgericht Kulmbach zugeordnet und in der Finanzverwaltung dem Rentamt Kulmbach (1919 in Finanzamt Kulmbach umbenannt). In der freiwilligen Gerichtsbarkeit gehörten einige Anwesen bis 1848 zum Patrimonialgericht Kirchleus. Ab 1862 gehörte Blaich zum Bezirksamt Kulmbach (1939 in Landkreis Kulmbach umbenannt). Die Gerichtsbarkeit blieb beim Landgericht Kulmbach (1879 in das Amtsgericht Kulmbach umgewandelt). Die Gemeinde hatte eine Gebietsfläche von 5,093 km².
Am 1. Januar 1902 wurde die Gemeinde Blaich nach Kulmbach eingegliedert.

### Baudenkmäler
In der Bayerischen Denkmalliste sind 12 Baudenkmäler aufgeführt:
- Evangelisch-lutherische Auferstehungskirche
- Ehemaliges Feuerwehrhaus
- Blaicher Schule
- Kontorgebäude der ehemaligen Brauerei Mönchshof
- Verwaltungstrakt der Sauermannfabrik mit Bronzeplastik einer Kuh
- Drei Villen
- Doppelwohnhaus
- Grenzsteine

### Einwohnerentwicklung

#### Gemeinde Blaich
| Jahr      | 1818  | 1840   | 1852   | 1855   | 1861   | 1867   | 1871   | 1875   | 1880   | 1885  | 1890   | 1895   | 1900   |
| Einwohner | 299   | 365    | 370    | 368    | 393    | 447    | 454    | 541    | 659    | 752   | 852    | 913    | 1163   |
| Häuser    | 44    |        |        |        |        |        | 56     |        |        | 77    | 76     |        | 97     |
| Quelle    | [ 8 ] | [ 13 ] | [ 13 ] | [ 13 ] | [ 14 ] | [ 15 ] | [ 16 ] | [ 17 ] | [ 18 ] | [ 9 ] | [ 19 ] | [ 13 ] | [ 20 ] |

#### Ort Blaich
| Jahr      | 001809 | 001818 | 001861 | 001871 | 001885 | 001900 | 001925 | 001950 | 001961 | 001970 | 001987 |
| Einwohner | 148 *  | 153 *  | 98     | 106    | 223    | 412    | †      | †      | †      | 51     | †      |
| Häuser    |        | 20 *   |        |        | 27     | 36     | †      | †      | †      |        | †      |
| Quelle    | [ 21 ] | [ 8 ]  | [ 14 ] | [ 16 ] | [ 9 ]  | [ 20 ] | [ 22 ] | [ 23 ] | [ 24 ] | [ 25 ] | [ 26 ] |

## Religion
Blaich ist seit der Reformation evangelisch-lutherisch geprägt und war ursprünglich nach St. Petrus (Kulmbach) gepfarrt. Mittlerweile ist der Ort Sitz einer Pfarrei.

## Persönlichkeiten
- Hans Sauermann (1885–1960), Kunsthistoriker und Kunsthändler